# Palmas, Aveyron

Palmas este o comună în departamentul Aveyron din sudul Franței. În 1 ianuarie 2018 avea o populație de 362 de locuitori.